# إيمانويل بواتينغ (لاعب كرة قدم مواليد 1996)
إيمانويل بواتينغ (بالإنجليزية: Emmanuel Boateng)‏ (مواليد 23 مايو 1996)، هو لاعب كرة قدم غاني يلعب في مركز الهجوم مع نادي ليفانتي الإسباني.

## مسيرته الكروية

### ريو أفي
ولد بواتينغ في أكرا، وانضم إلى نادي ريو أفي في عام 2013، بعد تألقه مع تشيرتي ستارز. تم ضمه لأول مرة لفريق الشباب، حيث لعب أول مباراة في 31 يوليو 2014، بعد دخوله في الشوط الثاني كبديل عن يوناثان ديل فال في مباراة الفوز 1–0 على غوتبورغ في الدوري الأوروبي.
بدأ بواتينغ مسيرته في الدوري البرتغالي الممتاز في 17 أغسطس 2014، في مباراة الفوز 2–0 ضد بوافيشتا.

### موريرينسي
في 7 يوليو 2015، قام بواتينغ وزميله في نادي ريو أفي أرنست اوهيمنيغ بالانتقال إلى موريرينسي.
لعب كبديل خلال موسمه الأول، وبدأ في الظهور بشكل أكثر انتظامًا خلال موسمه الثانية.
كما كان بواتينغ يشارك بشكل مستمر في بطولة كأس الدوري، حيث سجل هدفين في مباراة الفوز 3–1 على بنفيكا في 26 يناير 2017. بعد ثلاثة أيام، دخل كبديل لروبرتو في المباراة النهائية، وفاز فريقه بنتيجة 1–0 على سبورتينغ براغا.
سجل بواتينغ أول ثنائية له في الدوري في 30 أبريل 2017، في مباراة التعادل 2–2 ضد أروكا.

### ليفانتي
في 16 أغسطس 2017، وقع بواتينغ في صفقة لمدة أربع سنوات مع نادي ليفانتي الذي يلعب في الدوري الاسباني.
في 13 مايو 2018، سجل أول هاتريك في مسيرته ضد برشلونة حامل اللقب. وفاز ليفانتي بتلك المباراة بنتيجة 5–4، لينهي بذلك فرصة برشلونة بالفوز باللقب بدون هزيمة. كما أصبح بواتينغ أول لاعب يسجل هاتريك على برشلونة في الدوري الإسباني منذ دييغو فورلان في عام 2005.

## مسيرته الدولية
كان من ضمن منتخب غانا تحت 20 بكأس العالم تحت 20 في عام 2015 في نيوزيلندا. وسجل هدف واحد في البطولة في 5 يونيو 2015، في مباراة فوز 1–0 ضد بنما. في 30 مايو 2018، لعب أول مباراة له مع المنتخب الأول. وسجل هدف في أول مباراة له عن طريق ركلة جزاء في الدقيقة 51 من عمر المباراة.

### الأهداف الدولية
قائمة الأهداف والنتائج مع المنتخب الأول.
| #  | التاريخ      | المكان                                  | الخصم   | الهدف | النتيجة | المسابقة |
| -- | ------------ | --------------------------------------- | ------- | ----- | ------- | -------- |
| 1. | 30 مايو 2018 | ملعب يوكوهاما الدولي، يوكوهاما، اليابان | اليابان | 2–0   | 2–0     | ودية     |

## الإنجازات

### النادي
موريرينسي
- كأس الدوري (1): 2016–17.

## وصلات خارجية
- إيمانويل بواتينغ على موقع الاتحاد الأوربي (الإنجليزية)
- إيمانويل بواتينغ على موقع اتحاد تركيا (لاعب) (الإنجليزية)
- إيمانويل بواتينغ على موقع قاعدة بيانات كرة القدم.إي يو (الإنجليزية)
- إيمانويل بواتينغ على موقع ناشيونال فوتبول تيمز (الإنجليزية)
- إيمانويل بواتينغ على موقع Soccerway.com (الإنجليزية)
- إيمانويل بواتينغ على موقع عالم كرة القدم.نت (الإنجليزية)
- إيمانويل بواتينغ على موقع AS.com (الإسبانية)
- إيمانويل بواتينغ على worldfootball.net
- إيمانويل بواتينغ على ForaDeJogo